# Jet Set (programma televisivo)
Jet Set è stato un programma televisivo italiano, andato in onda nel 2001 su Rete 4 e condotto da Emanuela Folliero.
Veniva trasmesso subito dopo il TG4.